# Derthona Foot Ball Club 1986-1987
Questa voce raccoglie le informazioni riguardanti il Derthona Foot Ball Club nelle competizioni ufficiali della stagione 1986-1987.

## Stagione
Nella stagione 1986-1987 il Derthona ha disputato il girone A della Serie C2, ottenendo il secondo posto in classifica con 47 punti, uno in meno della Torres di Sassari che ha vinto il campionato: entrambe sono state promosse al campionato di Serie C1.

## Rosa
| N. |                   | Ruolo | Calciatore         |
| -- | ----------------- | ----- | ------------------ |
|    | Italia (bandiera) | D     | Roberto Bacci      |
|    | Italia (bandiera) | C     | Franco Barbieri    |
|    | Italia (bandiera) | C     | Alessandro Bollini |
|    | Italia (bandiera) | D     | Giovanni Botteghi  |
|    | Italia (bandiera) | P     | Umberto Domenghini |
|    | Italia (bandiera) | D     | Maurizio Dozzi     |
|    | Italia (bandiera) | A     | Luciano Ferla      |
|    | Italia (bandiera) | D     | Claudio Gabetta    |
|    | Italia (bandiera) | A     | Riccardo Gori      |
|    | Italia (bandiera) | A     | Nicolino Ingrosso  |
|    | Italia (bandiera) | P     | Paolo Longo        |

| N. |                   | Ruolo | Calciatore               |
| -- | ----------------- | ----- | ------------------------ |
|    | Italia (bandiera) | C     | Gianpaolo Lussignoli     |
|    | Italia (bandiera) | C     | Claudio Morini           |
|    | Italia (bandiera) | A     | Gian Luca Narducci       |
|    | Italia (bandiera) | C     | Cristiano Patta          |
|    | Italia (bandiera) | A     | Gianluigi Picco          |
|    | Italia (bandiera) | D     | Massimo Prevedini        |
|    | Italia (bandiera) | C     | Giovanni Marco Recaldini |
|    | Italia (bandiera) | D     | Ivan Rizzardi            |
|    | Italia (bandiera) | C     | Paolo Rossi              |
|    | Italia (bandiera) | C     | Gaspare Uzzardi          |

## Risultati

### Serie C2

#### Girone di andata
| 21 settembre 1986 1ª giornata | Derthona | 1 – 0 | Montevarchi |  |

| 28 settembre 1986 2ª giornata | Sanremese | 0 – 0 | Derthona |  |

| 5 ottobre 1986 3ª giornata | Derthona | 3 – 0 | Carbonia |  |

| 12 ottobre 1986 4ª giornata | Pro Vercelli | 2 – 1 | Derthona |  |

| 19 ottobre 1986 5ª giornata | Derthona | 4 – 0 | Olbia |  |

| 26 ottobre 1986 6ª giornata | Asti TSC | 0 – 1 | Derthona |  |

| 2 novembre 1986 7ª giornata | Derthona | 1 – 0 | Torres |  |

| 9 novembre 1986 8ª giornata | Massese | 1 – 1 | Derthona |  |

| 16 novembre 1986 9ª giornata | Casale | 0 – 0 | Derthona |  |

| 23 novembre 1986 10ª giornata | Derthona | 0 – 0 | Sorso |  |

| 30 novembre 1986 11ª giornata | Derthona | 1 – 0 | Cuoiopelli |  |

| 7 dicembre 1986 12ª giornata | Pistoiese | 0 – 0 | Derthona |  |

| 14 dicembre 1986 13ª giornata | Derthona | 1 – 1 | Novara |  |

| 21 dicembre 1986 14ª giornata | Alessandria | 0 – 0 | Derthona |  |

| 4 gennaio 1987 15ª giornata | Derthona | 2 – 2 | Civitavecchia |  |

| 11 gennaio 1986 16ª giornata | Pontedera | 1 – 0 | Derthona |  |

| 18 gennaio 1987 17ª giornata | Derthona | 2 – 1 | Entella Bacezza |  |

#### Girone di ritorno
| 25 gennaio 1987 18ª giornata | Montevarchi | 1 – 1 | Derthona |  |

| 1º febbraio 1987 19ª giornata | Derthona | 2 – 1 | Sanremese |  |

| 8 febbraio 1987 20ª giornata | Carbonia | 0 – 0 | Derthona |  |

| 15 febbraio 1987 21ª giornata | Derthona | 1 – 0 | Pro Vercelli |  |

| 22 febbraio 1987 22ª giornata | Olbia | 1 – 2 | Derthona |  |

| 1º marzo 1987 23ª giornata | Derthona | 2 – 0 | Asti TSC |  |

| 8 marzo 1987 24ª giornata | Torres | 0 – 0 | Derthona |  |

| 15 marzo 1987 25ª giornata | Derthona | 1 – 0 | Massese |  |

| 29 marzo 1987 26ª giornata | Derthona | 2 – 1 | Casale |  |

| 5 aprile 1987 27ª giornata | Sorso | 1 – 1 | Derthona |  |

| 18 aprile 1987 28ª giornata | Cuoiopelli | 1 – 2 | Derthona |  |

| 26 aprile 1987 29ª giornata | Derthona | 1 – 2 | Pistoiese |  |

| 3 maggio 1987 30ª giornata | Novara | 0 – 1 | Derthona |  |

| 17 maggio 1987 31ª giornata | Derthona | 0 – 0 | Alessandria |  |

| 24 maggio 1987 32ª giornata | Civitavecchia | 0 – 1 | Derthona |  |

| 31 maggio 1987 33ª giornata | Derthona | 0 – 0 | Pontedera |  |

| 7 giugno 1987 34ª giornata | Entella Bacezza | 1 – 1 | Derthona |  |